# بخش سن مارتین (سان خوآن)
بخش سن مارتین (به اسپانیایی: Departamento San Martín) یک منطقهٔ مسکونی در آرژانتین است که در استان سان خوآن، آرژانتین واقع شده‌است. بخش سن مارتین ۴۳۵ کیلومتر مربع مساحت و ۱۰٬۱۴۰ نفر جمعیت دارد.